# Peur du téléphone

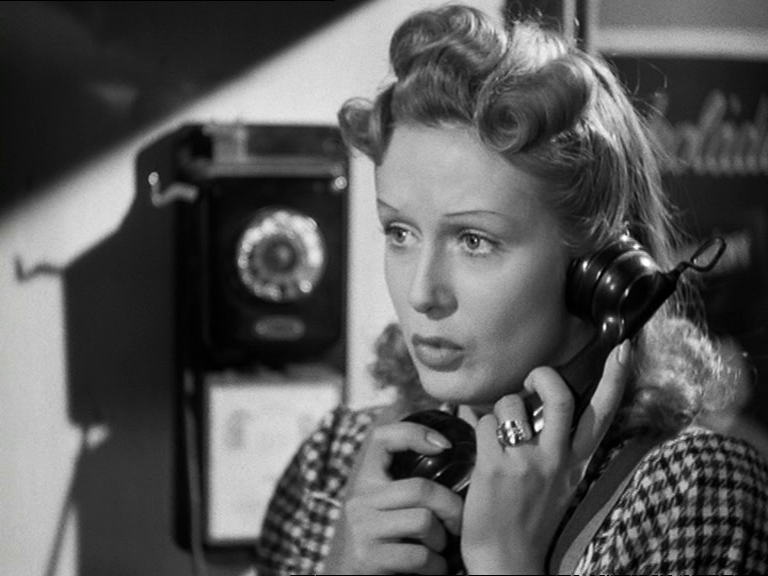

La peur du téléphone (phobie du téléphone, peur téléphonique ou téléphonophobie) est une peur ou angoisse de passer ou de prendre des appels téléphoniques. La peur du téléphone est également considérée comme un type de phobie sociale ou un trouble anxieux.
Les individus qui en souffrent exposent typiquement une peur de se tromper lors d'une conversation téléphonique ou une peur de ne savoir que dire, ce qui pourrait résulter en un silence embarrassant, un balbutiement ou un bégaiement. Le comportement évitant associé des individus inclut la demande envers des proches (ex. conjoint, parent, colocataire) de prendre l'appel pour eux et l'utilisation exclusive de répondeurs. Ainsi, les individus peuvent manquer certaines activités, telles que des événements ou informations parfois importantes.
Comme pour de nombreuses phobies et angoisses, il existe un spectre sévère de peur des conversations téléphoniques accompagné de difficultés. En 1993, il est rapporté que 2,5 millions de personnes au Royaume-Uni souffrent de peur du téléphone.
Parmi ces diagnostics, la peur du téléphone est un symptôme commun du trouble du spectre de l'autisme : les individus autistes ne conçoivent pas les échanges téléphoniques autrement que pour des informations claires et précises. Faire la conversation est un concept non évident pour eux.[réf. nécessaire]
Les personnes bipolaires peuvent également être nerveuses à l'idée de communiquer par téléphone.[réf. nécessaire]